# Deisa Rayo
Deysa Rayo (Bogotá, Siglo XX)es una locutora y comunicadora de radio colombiana. 

## Biografía
Es hija del músico compositor colombiano Marco Rayo, la menor de cuatro hermanos, dos de ellos pianista y bajista respectivamente.
Inició la locución en la radio en el programa A que no me duermo de la emisora de rock Radioacktiva cuando tenía 21 años y estudiaba derecho. En Radioacktiva trabajó durante 5 años. Al retirarse de esta emisora de Caracol Radio, trabajó en La W, de la cadena Caracol Radio, posteriormente en la Superestación, en donde se convirtió en una de las locutoras más importantes. Hizo parte de programas como El Zoológico de la Mañana y El Metro.
Después de trabajar 10 años en ella, dio un salto a la radio informativa, esta vez en la emisora La Fm de RCN Radio, donde trabajó como periodista.
En 2006, Deysa regresó a Caracol Radio. Empezó trabajando en la emisora romántica Bésame, y varios meses más tarde pasó a presentar el programa matutino Buenos días con la Vallenata, en la emisora La Vallenata.
A principios de 2007, conducía un espacio musical en la W Radio. A mediados de 2007, Deysa comenzó a presentar el programa Hoy por hoy fin de semana de Caracol Radio, junto con Juan Carlos Pardo.
Hasta mayo de 2009, hizo parte del elenco de La Luciérnaga y dirigió el espacio del ICBF "En familia", ambos de Caracol
Ahora regresa a una de sus grandes pasiones, la buena música en La Radio Nacional de Colombia.
En octubre de 2021, entra en la segunda edición del Master en Podcast y Audio Digital en la escuela española de Barreira A+D. Junto a compañeros del nivel de David Godoy, Diego Rosas, Jesus Candela o Moisés Pombo. Y dirigido por Eugenio Viñas y María Jesús Espinosa de los Monteros.